# Gregor Baumgartner
Gregor Baumgartner (* 13. Juli 1979 in Kapfenberg) ist ein ehemaliger österreichischer Eishockeyspieler, der insgesamt 513 Spiele in der österreichischen Eishockey-Liga für den EHC Linz und die Vienna Capitals absolviert hat.

## Karriere
Der gebürtige Steirer Gregor Baumgartner, der aus der Jugend der Kapfenberger Sportvereinigung stammt, verließ sein Elternhaus schon mit 15 Jahren, um in Nordamerika sein Glück zu versuchen. 1996 wurde er beim CHL Import Draft als insgesamt zweiter Spieler vom Titan Collège Français de Laval ausgewählt, für den und dessen Nachfolgeklub Titan d’Acadie-Bathurst er drei Jahre in der Ligue de hockey junior majeur du Québec spielte. 1999 gewann er mit seinem Team den Coupe du Président, nachdem er zwei Jahre zuvor in das All-Rookie-Team der Liga berufen worden war. Bereits beim NHL Entry Draft 1997 war er in der zweiten Runde als insgesamt 37. Spieler von den Canadiens de Montréal gezogen worden. Da es aber nicht zu einem Vertragsschluss kam, stand er beim NHL Entry Draft 1999 erneut zur Verfügung und die Dallas Stars griffen in der fünften Runde an insgesamt 156. Position zu. Anschließend war er 1999 in der International Hockey League erstmals als Profi im Einsatz, wo er für die Michigan K-Wings, das Farmteam der Stars, stürmte. Sein weiterer Karriereweg führte ihn über Oklahoma und Idaho nach Utah. Von 2001 bis 2003 konnte Baumgartner in der American Hockey League, sowie in der East Coast Hockey League so richtig Fuß fassen. 2002 wurde er als erster Österreicher in der Geschichte ins AHL All-Star Classic einberufen.
Dennoch zog es ihn von den Pensacola Ice Pilots im Jahr 2003 wieder zurück in die Heimat, wo er bei den Vienna Capitals erstmals in seiner Karriere in der österreichischen Bundesliga stürmte. Nach einem kurzen Gastspiel in Salzburg in der Saison 2004/05 kehrte er nach wenigen Monaten wieder nach Wien zurück, wo er rasch zu einem wichtigen Bestandteil jener Mannschaft wurde, die 2005 den Meistertitel in die Hauptstadt holte. Für die Saison 2006/07 wechselte Baumgartner zu den Black Wings Linz, wo er aktuell unter Vertrag steht. Mit den Linzern gewann er 2012 den Meistertitel und trug als bester Torschütze der Playoffs maßgeblich zum Titelgewinn bei.
Im November 2014 wurde er trotz laufenden Vertrages aus dem Kader der Black Wings gestrichen.
Zwischen Sommer 2020 und Januar 2022 war er General Manager des EHC Linz. Seit 2023 ist er Cheftrainer des österreichischen Drittligisten UEHV Gmunden.

### International
Im Juniorenbereich nahm Baumgartner 1996 an der U18-C-Europameisterschaft und der U20-B-Weltmeisterschaft teil. Sein Debüt in der Herren-Nationalmannschaft gab er am 25. April 2000 bei der 1:4-Niederlage gegen Belarus in Minsk. Im selben Jahr nahm er auch erstmals für sein Heimatland an der A-Weltmeisterschaft teil. Auch 2007, 2009 und 2013 spielte er mit der österreichischen Auswahl in der höchsten Spielklasse der Weltmeisterschaften. 2012 musste er mit den Alpenländlern hingegen in der Division I antreten, erreichte mit der Mannschaft aber den Wiederaufstieg in die Top-Division. Zudem vertrat er seine Farben beim Qualifikationsturnier für die Olympischen Winterspiele 2014, bei dem sich die Österreicher erstmals seit 2002 wieder für die Winterspiele qualifizieren konnten.

## Erfolge und Auszeichnungen
- 1997 All-Rookie-Team der LHJMQ
- 1999 Coupe du Président mit Titan d’Acadie-Bathurst
- 2002 Teilnahme am AHL All-Star Classic
- 2005 Österreichischer Meister mit den Vienna Capitals
- 2012 Österreichischer Meister mit dem EHC Linz
- 2012 Bester Torschütze in den Playoffs der Österreichischen Eishockey-Liga

### International
- 2012 Aufstieg in die Top-Division bei der Weltmeisterschaft der Division I, Gruppe A

## Karrierestatistik
(Legende zur Spielerstatistik: Sp oder GP = absolvierte Spiele; T oder G = erzielte Tore; V oder A = erzielte Assists; Pkt oder Pts = erzielte Scorerpunkte; SM oder PIM = erhaltene Strafminuten; +/− = Plus/Minus-Bilanz; PP = erzielte Überzahltore; SH = erzielte Unterzahltore; GW = erzielte Siegtore; 1 Play-downs/Relegation; Kursiv: Statistik nicht vollständig)